# Voiture-ventouse

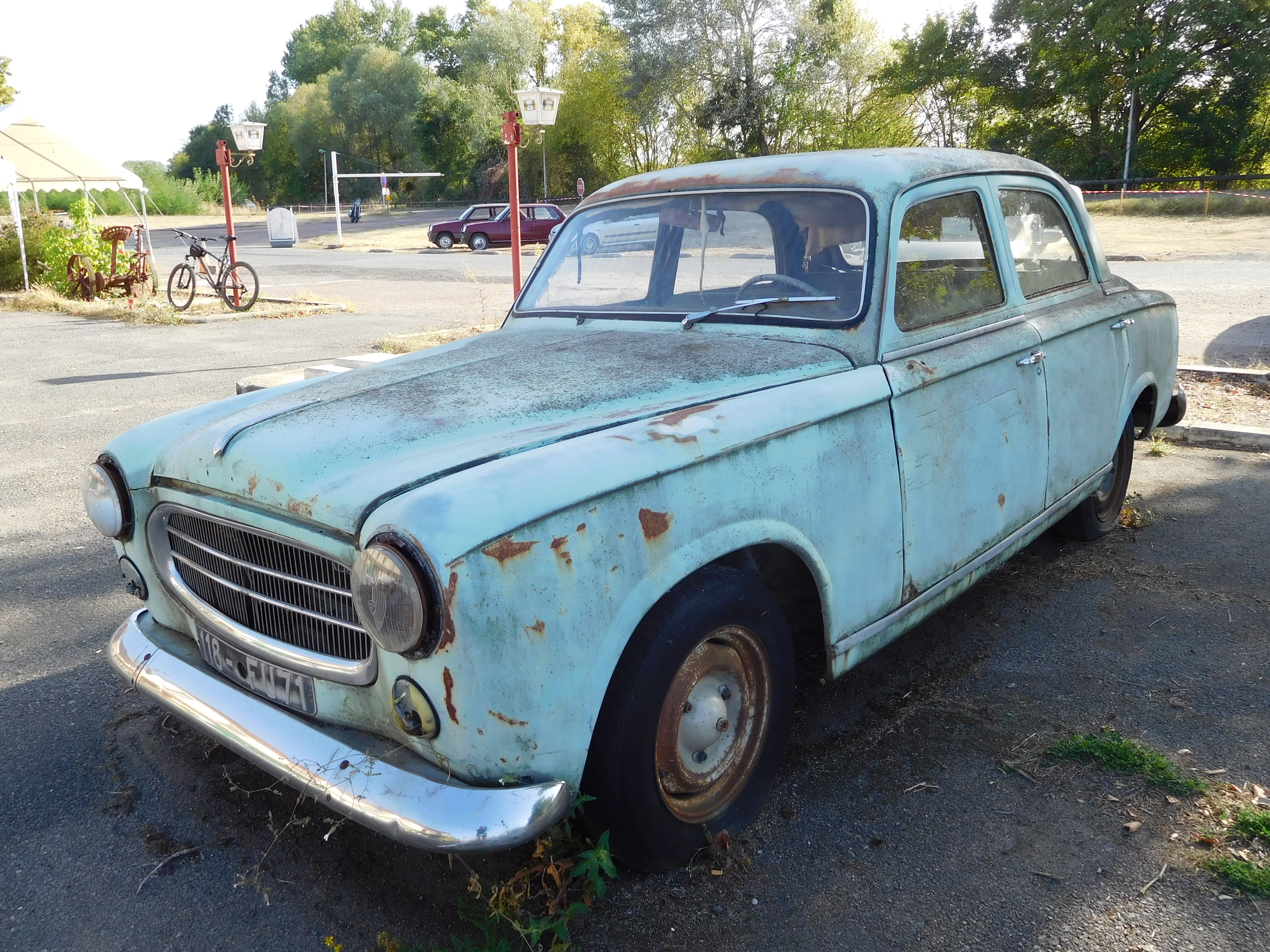
Une voiture-ventouse (Peugeot 403).

Une voiture-ventouse est une voiture utilisant de manière prolongée un espace de stationnement.

## Contexte
L'espace public urbain contient des espaces de stationnement de façon à permettre à des personnes de s'y rendre avec leur véhicule, et de le placer temporairement en un lieu adapté. Ces espaces de stationnement sont une ressource en nombre fini. Une politique de gestion urbaine peut désirer permettre à tout utilisateur d'avoir une chance raisonnable de trouver un emplacement de stationnement à proximité de sa destination[réf. souhaitée]. Dans ce cadre, un moyen utilisé est de favoriser des espaces de stationnement dynamiques utilisés pour une courte durée[réf. souhaitée].
L'espace partagé par une copropriété peut également être assimilé à l'espace public pour la problématique de la voiture ventouse.
Suivant les buts poursuivis et les réglementations locales, la durée à partir de laquelle une voiture est considérée problématique varie.

## Perception
Dans un contexte de mobilité spatiale, la voiture ventouse est perçue négativement, « rejetée » en raison de son « immobilité ».
Dans une enquête de rotation — qui est l'une des principales enquêtes de stationnement — un véhicule est dit ventouse lorsqu'il est présent au même endroit à chaque relevé de l'enquêteur.

## Cadre réglementaire

### Durée inférieure à la journée
La Région de Bruxelles-Capitale justifie une tarification progressive, où le tarif augmente au fur et à mesure de la durée de stationnement, et ce de manière non proportionnelle à la durée, comme une mesure consistant à « dissuader le stationnement ventouse en surface, grand consommateur d'espace public »

### Durée de plusieurs jours
Plusieurs pays réglementent en droit routier, dans leur code de la route, une durée maximale de stationnement. 
Ainsi, en France, une voiture ne peut stationner plus de 7 jours sur la voie publique, voire moins si un arrêté de police local a été pris en ce sens.